# Busch Stadium
Busch Stadium – stadion baseballowy w St. Louis w stanie Missouri, na którym swoje mecze rozgrywa zespół St. Louis Cardinals.
Budowę obiektu rozpoczęto w grudniu 2003, a do użytku oddano w 2006. Pierwszy mecz odbył się 10 kwietnia 2006, a zespół Cardinals podejmował Milwaukee Brewers w obecności 41 936 widzów. W 2009 na Busch Stadium miał miejsce 80. Mecz Gwiazd ligi MLB. 
Na stadionie miały miejsce również koncerty, między innymi Dave Matthews Band w czerwcu 2008, The Eagles w czerwcu 2010 i U2 w lipcu 2011 w ramach trasy koncertowej U2 360° Tour.
Rekordową frekwencję zanotowano 7 kwietnia 2014 w towarzyskim meczu piłkarskim pomiędzy Chelsea F.C. a Manchesterem City; spotkanie obejrzało 48 263 widzów.